# Miss Fidji
 (novembre 2024).
Si vous disposez d'ouvrages ou d'articles de référence ou si vous connaissez des sites web de qualité traitant du thème abordé ici, merci de compléter l'article en donnant les références utiles à sa vérifiabilité et en les liant à la section « Notes et références ».
Miss Fidji est un concours de beauté féminine fondé en 1956 et destiné aux jeunes femmes habitantes et de nationalité fidjienne.
La sélection permet de représenter le pays au concours de Miss Monde.

## Les Miss
2012 : Koini Elesi Vakaloloma, 24 ans, 1,73m